# 福井県議会
福井県議会（ふくいけんぎかい）は、福井県に設置されている地方議会である。

## 概要
- 会派

| 会派名           | 議員数 | 所属党派           | 女性議員数 | 女性議員の比率(%) |
| ---------------- | ------ | ------------------ | ---------- | ----------------- |
| 自民党福井県議会 | 26     | 自由民主党         | 0          | 0                 |
| 民主・みらい     | 4      | 立憲民主党、無所属 | 0          | 0                 |
| 越前若狭の会     | 4      | 無所属、参政党     | 2          | 50                |
| ふくいの党       | 2      | 無所属             | 0          | 0                 |
| 公明党           | 1      | 公明党             | 0          | 0                 |
| 欠員             | 0      |                    |            |                   |
| 現在             | 37     |                    | 2          | 5.40              |

※2023年9月7日現在。
- 常任委員会[1]
  - 総務教育常任委員会
  - 厚生常任委員会
  - 産業常任委員会
  - 土木警察常任委員会
- 特別委員会
  - 予算決算特別委員会
- 議会運営委員会
- 議会局
  - 総務課
  - 議事調査課
    - 図書室

## 定数
- 37人[2]

## 定例議会
2、6、9、12月の年4回開催

## 各選挙区の定数・区域・選出議員
- 選挙区数：12
- 現職議員任期：2027年（令和9年）4月29日
  - 1947年4月以来4年ごとに、福井県知事選挙とともに統一地方選挙の前期日程により総選挙が執行されている。
- 議員名は議会での使用名表記で総選挙においての得票順（無投票の選挙区は届出順）、※は補欠選挙による選出議員。

| 選挙区                       | 定数 | 市区町村                 | 選出議員（所属会派） |
| ---------------------------- | ---- | ------------------------ | --- |
| 福井市選挙区                 | 12   | 福井市                   | 清水智信（自民）、野田哲生（民主・みらい）、 西本恵一（公明）、中村綾菜（越前若狭）、 松田泰典（自民）、渡辺大輔（民主・みらい）、 福野大輔（自民）、畑孝幸（自民）、 長田光広（自民）、大森哲男（自民）、 山浦光一郎（自民）、藤本一希（越前若狭） |
| 敦賀市選挙区                 | 3    | 敦賀市                   | 力野豊（自民）、堀居哲郎（ふくい）、 北川博規（民主・みらい） |
| 小浜市三方郡三方上中郡選挙区 | 3    | 小浜市、美浜町、若狭町   | 小堀友廣（自民）、松崎雄城（自民）、 西本正俊（自民） |
| 大野市選挙区                 | 2    | 大野市                   | 山岸猛夫（自民）、兼井大（自民） |
| 勝山市選挙区                 | 1    | 勝山市                   | 田中三津彦（自民） |
| 鯖江市選挙区                 | 3    | 鯖江市                   | 山岸みつる（ふくい）、田村康夫（自民）、 山本建（自民） |
| あわら市選挙区               | 1    | あわら市                 | 笹原修之（自民） |
| 越前市今立郡南条郡選挙区     | 5    | 越前市、池田町、南越前町 | 宮本俊（自民）、 細川かをり（越前若狭）、 三田村輝士（民主・みらい）、 ※三宅中（ふくい）、 ※中西昭雄（自民） |
| 坂井市選挙区                 | 4    | 坂井市                   | 大和久米登（自民）、南川直人（自民）、 渡辺竜彦（自民）、森嘉治（自民） |
| 吉田郡選挙区                 | 1    | 永平寺町                 | 酒井秀和（自民） |
| 丹生郡選挙区                 | 1    | 越前町                   | 時田和一良（自民） |
| 大飯郡選挙区                 | 1    | 高浜町、おおい町         | 田中宏典（自民） |

### 近年の選挙区・定数改定
- 2007年総選挙にて施行 選挙区1増
  - 大野市大野郡（2）→大野市（2）区名改称のみ
  - 坂井郡（5）→あわら市（1）+坂井市（4）分区
- 2011年総選挙にて施行 選挙区3減・定数3減
  - 福井市足羽郡（12）+丹生郡（2）→福井市（12）+丹生郡（1）区割変更・定数1減
  - 武生市（4）+今立郡（1）+南条郡（1）→越前市今立郡南条郡（5）合区・定数1減
  - 小浜市遠敷郡（2）+三方郡（1）+大飯郡（1）→小浜市三方郡三方上中郡（3）+大飯郡（1）合区・区割変更
  - 勝山市（2→1）定数1減

小浜市三方郡三方上中郡、越前市今立郡南条郡、大飯郡を除く9区は、単独の市町で選挙区を構成している。

## 主な福井県議会議員出身者
現職政治家の職名は太字
- 河瀬一治 - 9代敦賀市長
- 小泉剛康 - 6代旧武生市長（のち福井県議会議員へ復帰）
- 斉木武志 - 衆議院議員
- 酒井哲夫 - 14代福井市長
- 坂川優 - 15代福井市長
- 高木孝一 - 8代敦賀市長
- 高木文堂 - 福井市長選落選直後に政界引退
- 辻嘉右エ門 - 5代鯖江市長、明治大学講師
- 中川平太夫 - 公選4代福井県知事
- 奈良俊幸 - 8代旧武生市長、初代越前市長
- 牧野百男 - 6代鯖江市長
- 松崎晃治 - 9代小浜市長
- 村上利夫 - 8代小浜市長
- 山岸正裕 - 6代勝山市長
- 山崎正昭 - 参議院議員（元内閣官房副長官、参議院副議長、30代参議院議長）
- 山本拓 - 衆議院議員（元農林水産副大臣）
- 杉田定一 - 衆議院議員（7代北海道庁長官、13代衆議院議長）、貴族院勅選議員

## 不祥事
- 2020年2月 - 石川与三吉県議（89歳）（自由民主党、敦賀市選挙区）が、敦賀市の企業が請け負う工事を視察する名目でカラ出張を繰り返していた。石川は、旅費などとして政務活動費計282万800円を受け取っていた。石川には企業側に現場写真や名刺などの提供を要求し、実際に行ったように偽装した疑惑が持たれた。2月12日、石川は議員辞職。議長は石川との面談後、「政務活動費を管理できていなかったということで、責任を感じて辞職したいと申し出があった」と述べた[6][7][8]。9月1日、県議会は、石川の2013年度～2016年度の44回の出張が全て架空であったとの調査結果を発表した[9]。

- 2021年2月、斉藤新緑県議（自由民主党、坂井市選挙区）が自らの広報紙に記載した「ワクチンは殺人兵器」等の主張について県議会に苦情が寄せられた。

- 2022年6月、斉藤新緑県議が県議会土木警察常任委員会において「ウクライナ避難民を監視すべき」等と発言、同委員会は発言を議事録から削除した。